# Nampa (Alberta)
Nampa est un village du comté de Northern Sunrise dans la province de l'Alberta au Canada.

## Présentation
Le village comptait 360 habitants au recensement de la population de 2006.
L'économie locale repose sur la production de céréales et l'industrie forestière.
En 1986, une société céréalière privée, « Great Northern Grain Terminals », a été créé sur le site de Nampa.
Au début des années 1950, une scierie fut fondée par deux familles d'immigrants québécois, Normand, Camille Boucher, sa femme Laurette et leurs sept enfants. La famille Boucher est resté propriétaire de cette scierie familiale jusqu'à nos jours. Le contremaître Ricky Boucher est également un conseiller élu du village de Marie Reine. Malgré la présence de ces familles d'origine québécoise, les Franco-Albertains représentent moins de 10 % de la population villageoise.

## Démographie
| 2001 | 2006 | 2011 | 2016 |
| ---- | ---- | ---- | ---- |
| 372  | 360  | 362  | 364  |